# Ньиве-Ватервег

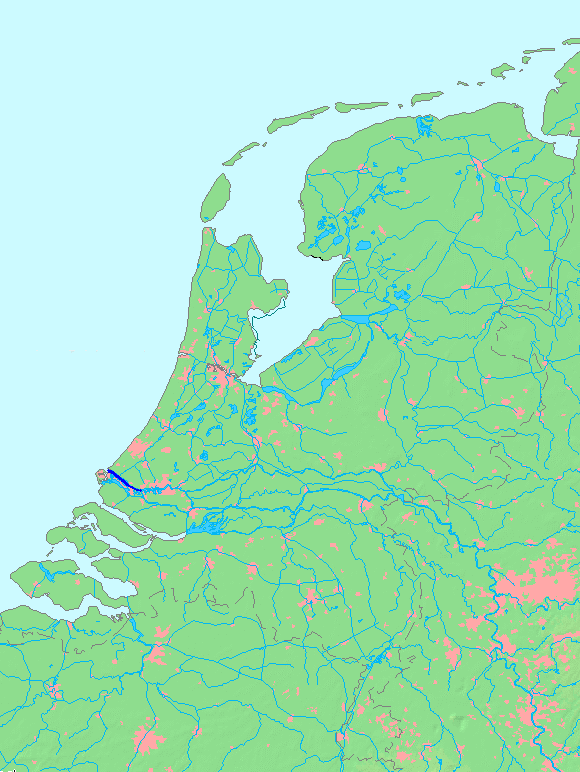
Ньиве-Ватервег (синяя полоса) в дельте Рейна и Мааса

Ньиве-Ватервег (нидерл. Nieuwe Waterweg, МФА: [ˈniwə ˈʋaːtərˌʋɛx] «Новый водный путь») — судоходный канал в Нидерландах в дельте Рейна и Мааса. Начинается в устье реки Схёр у города Маасслёйс, и идёт на запад, выходя в Северное море у города Хук-ван-Холланд. Является искусственным устьем реки Рейн.
Канал был построен во второй половине XIX века, чтобы сделать Роттердам доступным для морских судов в условиях засорения речной дельты илом. В настоящее время он является напряжённым торговым маршрутом, обеспечивая доступ к одному из самых загруженных портов мира — Европорту.

## История
В середине XIX века порт Роттердама был одним из самых загруженных в мире, так как через него шёл основной товарооборот между Великобританией и Германией. В 1863 году был принят закон о сооружении канала, связывающего Роттердам с Северным морем, по которому порта могли бы достигать океанские суда. Для разработки канала, проходящего через Хук-ван-Холланд, и создания искусственного устья Рейна, был нанят инженер Питер Каланд. Работы начались 31 октября 1863 года.
Первая фаза работ состояла в экспроприации сельскохозяйственных земель между Розенбюргом и Хук-ван-Холландом.
Во время второй фазы параллельно друг другу были выстроены две дамбы, на что ушло два года. Каланд предложил продлить дамбы на два километра в море, чтобы разрушить прибрежные течения и уменьшить количество донных отложений на пути судов.
По завершении возведения дамб началась третья фаза — рытьё собственно канала. Работы начались 31 октября 1866 года и завершились три года спустя. Большое количество вынутого грунта было в свою очередь использовано для укрепления других дамб и плотин.
Последняя фаза состояла в убирании плотин, закрывавших канал от моря и реки. В 1872 году строительство Ньиве-Ватервег было завершено, и Роттердам стал легко достижимым для морских судов.
В 1997 году в рамках проекта «Дельта» для защиты Ньиве-Ватервега был построен штормовой барьер Масланткеринг.